# Tébessa
Tébessa (tiếng Ả Rập:) là một thành phố thủ phủ của tỉnh Tébessa của Algérie. Thành phố có tổng diện tích km², trong đó diện tích đất là km², dân số theo ước tính năm 2005 là 203.922 người. Đây là thành phố lớn thứ 12 Algérie.